# Drahomír Koudelka
Drahomír Koudelka   (Krasová, 26 de maig de 1946 - Luleč, 19 d'agost de 1992) fou un jugador de voleibol txec que va competir sota bandera txecoslovaca durant les dècades de 1960 i 1970.
El 1968 va prendre part en els Jocs Olímpics d'Estiu de Ciutat de Mèxic, on guanyà la medalla de bronze en la competició de voleibol. Quatre anys més tard, als Jocs de Múnic, fou sisè en la mateixa competició. La tercera, i darrera, participació en uns Jocs fou el 1976, a Mont-real, on fou cinquè en la competició de voleibol.
En el seu palmarès també destaquen una medalla d'or al Campionat del Món de voleibol de 1966 i dues medalles de plata al Campionat d'Europa, el 1967 i 1971. A nivell de clubs guanyà sis lligues txecoslovaques i dues Copes d'Europa amb el Volejbal Brno.